# Formica sentschuensis
Formica sentschuensis é uma espécie de formiga do gênero Formica, pertencente à subfamília Formicinae.